# Thục Hán
Quý Hán (季漢; 221–263), thường gọi là Thục Hán (蜀漢), quốc hiệu chính thức là Hán (漢), còn bị gọi theo nghĩa miệt thị là Thục (蜀), là một trong ba quốc gia trong thời Tam Quốc trong lịch sử Trung Hoa, thuộc vùng Tây Nam Trung Quốc (khu vực tỉnh Tứ Xuyên ngày nay). Kinh đô trên thực tế của nước Thục là Thành Đô (vùng phía bắc của nước Thục). Có một số sử gia gộp chung nhà Thục Hán vào nhà Hán, họ coi triều đình này là giai đoạn cuối của Nhà Hán vì Hoàng đế Thục Hán Lưu Bị thuộc dòng dõi hoàng tộc. Hai nước còn lại thời Tam Quốc là Đông Ngô và Tào Ngụy.
Kể từ thời nhà Đường, nhà Thục Hán được sử sách Trung Quốc coi là sự nối tiếp của nhà Hán, là triều đại chính thống trong số 3 triều đại của thời Tam quốc, do vậy Lưu Bị – vua khai quốc của Thục Hán – là hoàng đế duy nhất trong thời Tam quốc được thờ tại Đế vương miếu (các hoàng đế của Tào Ngụy, Đông Ngô không được thờ). Thời Tống, bộ sách Tư trị thông giám của Tư Mã Quang là bộ sử đầu tiên gọi chính quyền Thục Hán là Hán, tuy nhiên Tư Mã Quang lại lấy Tào Ngụy làm chính thống với lý do phi lý là "không khảo chứng được Lưu Bị có thuộc dòng dõi nhà Hán hay không".

## Lịch sử
Khi triều đại nhà Hán suy yếu, Lưu Bị – một người thuộc dòng dõi hoàng tộc nhà Hán – đã tập hợp được nhiều tướng tài, cùng với sự giúp đỡ của Gia Cát Lượng, đã bắt đầu kiểm soát được một phần yếu địa Kinh Châu rồi từ đó mở rộng ra vùng Ba Thục và Hán Trung. Với những lãnh thổ này, Lưu Bị đã có vị thế khá vững chắc ở Trung Quốc lúc bấy giờ. Vào năm 219, Lã Mông, một tướng kiệt xuất của Đông Ngô, đã tấn công và chiếm được phần Kinh Châu do Lưu Bị kiểm soát về cho Tôn Quyền. Không những vậy, Quan Vũ, em kết nghĩa và cũng là dũng tướng của Lưu Bị, bị bắt và chém đầu. Sau khi Tào Phi truất ngôi Hán Hiến Đế năm 220, Lưu Bị đã xưng đế, đặt quốc hiệu là Hán, các sách sử thời sau gọi là Thục Hán.
Năm 222, Lưu Bị soái lĩnh hơn 4 vạn quân cùng với sự trợ giúp của người man Ngũ Khê Sa Ma Kha tấn công Đông Ngô để lấy lại địa bàn chiến lược Kinh Châu và trả thù cho Quan Vũ. Tuy nhiên, do sai lầm chiến thuật nghiêm trọng, doanh trại của quân Hán bị Lục Tốn đốt cháy và gần như toàn bộ số quân bị tiêu diệt tại Di Lăng. Lưu Bị thất trận, phải chạy về thành Bạch Đế và một năm sau ông mất ở đó. Kế tục ông là Lưu Thiện. Thừa tướng Gia Cát Lượng và đại tướng Lý Nghiêm được giao trọng trách phụ chính đại thần.
Thừa tướng Gia Cát Lượng, thay vì tấn công trả thù đã giảng hòa với Đông Ngô. Ông quyết định rằng Tào Ngụy mới là đối thủ chính, nên đã thực hiện nhiều đợt tấn công lên phía bắc nhưng đều không thành công. Cuối cùng, vào năm 234, Gia Cát Lượng qua đời trong đợt tấn công lần thứ 6 vào nước Ngụy. Người kế tục ông, Khương Duy cũng đã thực hiện 9 chiến dịch lên phía bắc, nhưng lần nào cũng không thành công. Những đợt tấn công liên tiếp của Gia Cát Lượng góp phần củng cố sự đoàn kết trong nội bộ triều đình, đồng thời cũng gây ra nhiều thiệt hại cho chính quyền Ngụy. Tuy nhiên, đến giai đoạn Khương Duy nắm quyền, sự chênh lệch đã lộ rõ, nhiều cuộc tấn công không những bị chặn đứng mà bản thân quân đội Thục Hán còn chịu thiệt hại nặng nề (điều mà các lần tiến công của Gia Cát Lượng không hề gặp phải). Hơn nữa, Lưu Thiện, người nắm quyền sau khi đại tướng quân Phí Y bị thích khách nước Ngụy ám sát, không quan tâm cải thiện đất nước, mà chỉ nghe lời phiểm nịnh của hoạn quan Hoàng Hạo, ăn chơi sa đọa, khiến chính quyền nước Thục ngày càng suy yếu. Dù vậy, dân số Thục Hán sau hơn 40 năm vẫn có sự tăng trưởng so với cuối thời Đông Hán, từ khoảng 0,9 triệu người vào năm 221 lên 1 triệu người năm 263.
Vào năm 263, Tư Mã Chiêu đã cho 3 đạo quân tấn công vào nước Thục. Cánh quân của tướng Chung Hội nhanh chóng chiếm được Hán Trung, nhưng sau đó bị quân đội dưới quyền các tướng Khương Duy, Trương Dực, Liêu Hóa, Đổng Quyết chặn đứng tại Kiếm Các. Tướng Đặng Ngải áp dụng chiến thuật bất ngờ, cho quân đội vòng qua đường núi Âm Bình. Quân đội nước Ngụy dưới quyền Đặng Ngải nhanh chóng đánh bất ngờ Miên Trúc và thẳng tiến đến Thành Đô. Hậu chủ Lưu Thiện lập tức đầu hàng. Nước Thục mất từ đó.
Sau đó, Khương Duy vẫn hi vọng khôi phục Thục Hán, bằng cách xúi giục Chung Hội nổi dậy chống lại Đặng Ngải và nước Ngụy. Tuy nhiên kế hoạch thất bại và cả ba tướng đều bị giết. Lưu Thiện được đưa đến thủ đô của nước Ngụy là Lạc Dương và được phong làm An Lạc công, sống cuộc đời còn lại một cách thanh bình.

## Chính trị
Nhà Thục có bộ luật "Thục khoa" được biên soạn bởi Gia Cát Lượng, Pháp Chính, Lưu Bá, Lý Diên và Dịch Cát. Sau đó Lưu Bị qua đời, Lưu Thiện kế vị còn trẻ, hầu hết các quyết sách của ông đều do Gia Cát Lượng chỉ đạo. Lấy tư tưởng Pháp gia làm kim chỉ nam, Ông xây dựng Bát bổn, Thất giới, Lục sợ, Ngũ sợ trong triều đình, răn dạy các quan đại thần.
Sau khi Gia Cát Lượng qua đời, Tưởng Uyển, Phí Y, Đổng Doãn, v.v. đều tiếp tục chính sách của Gia Cát Lượng, sau này Lưu Thiện tin dùng tướng Trần Chi và thái giám Hoàng Hạo, đồng thời bắt đầu tin vào thuyết ma quỷ, thần thánh. Tuy nhiên, cho đến khi nhà Thục Hán sụp đổ, nền chính trị của đất nước vẫn được coi là trong sạch, với khoảng 40.000 quan lại. Một số học giả cho rằng sự sụp đổ của Thục Hán cũng một phần liên quan đến số lượng quan lại quá lớn.

## Quân đội
Vào thời kỳ cai trị đỉnh cao của Lưu Bị (trước khi Kinh Châu bị mất), quân Thục Hán có khoảng 160.000 đến 200.000 người. Khi Thục Hán diệt vong, vẫn còn 102.000 lính tại ngũ.
Hầu hết các cuộc chiến của Thục đều nhằm chống lại Tào Ngụy, tiêu biểu nhất là chiến dịch Bắc phạt của Gia Cát Lượng giai đoạn đầu và chiến dịch Bắc phạt của Khương Duy giai đoạn sau. Tuy nhiên, cuộc Bắc phạt của Khương Duy đã gián tiếp gia tăng áp lực lên chính quyền Thục Hán, quốc lực ngày càng suy giảm, nhân dân mệt mỏi vì chiến tranh, dẫn đến thiếu hụt binh lính để bảo vệ các thành trì quan trọng của đất nước.
Tình hình nội bộ của Thục Hán yên bình hơn so với Ngô và Ngụy, ngoại trừ Trận Di Lăng và chiến dịch Nam chinh của Gia Cát Lượng, rất ít nội chiến hoặc chiến dịch tiến công vào Đông Ngô.
Bạch Nhị quân (còn được gọi là Bạch Nhị binh) là đội quân đặc biệt tinh nhuệ của nhà Thục, đây cũng là đội hộ vệ phục vụ dưới trướng Lưu Bị. Gia Cát Lượng từng gọi lực lượng này "đội quân thượng đẳng ở phía Tây".

## Lãnh thổ

Bản đồ phân chia hành chính thời Tam Quốc. Lãnh thổ Thục Hán (màu xanh lá) là lãnh thổ sau khi chiếm được Vũ Đô và Âm Bình

Lãnh thổ nhà Thục Hán chủ yếu là vùng Ích Châu của nhà Hán, được chia thành 22 quận với 131 huyện. Tuy nhiên, cơ sở ban đầu của Lưu Bị là từ quận Giang Hạ thuộc Kinh Châu. Trong quá trình phát triển thế lực, Lưu Bị đã thu phục 4 quận Kinh Nam, đổi Giang Hạ lấy Nam quận, sau đó mới thu phục Ích Châu. Tuy phần lãnh thổ Kinh Châu về sau bị Đông Ngô chiếm mất, nhưng vùng Ích Châu đã phát triển thành cơ sở chính trị ổn định của nhà Thục Hán. Đến thời Lưu Thiện, lãnh thổ Thục Hán được mở rộng một thời gian ngắn với các vùng đất chiếm được từ tay Tào Ngụy qua các chiến dịch Bắc phạt của Gia Cát Lượng. Trước khi sụp đổ, nhà Thục có 1 châu và 22 quận.

### Thu phục Kinh Châu
Sau khi thoát được sự truy kích của quân Tào ở Trường Bản, Lưu Bị về nương nhờ Lưu Kỳ ở quận Giang Hạ. Sau trận Xích Bích năm 208, trong khi quân Đông Ngô đang kịch chiến với quân Tào ở Giang Lăng, Lưu Bị với danh nghĩa Lưu Kỳ đã thu phục 4 quận Nam Kinh Châu, vốn đã đầu hàng Tào Tháo trên danh nghĩa. Sau khi Lưu Kỳ qua đời vào năm 209, Lưu Bị trở thành lãnh chúa trên thực tế. Vùng lãnh thổ Kinh Châu do Lưu Bị kiểm soát trở thành địa bàn tranh chấp với Đông Ngô cho đến năm 220 thì bị Đông Ngô kiểm soát hoàn toàn.
- Quận Giang Hạ (江夏; 208-210; nay thuộc Vũ Hán, Hồ Bắc): thành lập dưới thời Tây Hán. Năm 208, Lưu Bị thay mặt Lưu Kỳ cai quản một phần phía Nam Giang Hạ (phía Bắc đã bị Tào Tháo chiếm giữ, phía Đông nằm trong tay Đông Ngô), gồm 8 huyện Tây Lăng, Nam Tân, Cảnh Lăng, Ngạc huyện, Sa Tiện, Vân Đỗ, Hạ Trĩ, Chung Vũ. Năm 210, Lưu Bị thỏa thuận đổi phần Giang Hạ trong tay mình để lấy phần Nam quận do Đông Ngô chiếm được.
- Quận Trường Sa (長沙; 209-214; nay thuộc Trường Sa, Hồ Nam): thành lập dưới thời nhà Tần. Năm 209, Lưu Bị thu hàng Trường Sa, khi đó gồm 13 huyện là Lâm Tương, La huyện, Liên Đạo, Ích Dương, Hạ Tuấn, Du huyện, Linh huyện, Lễ Lăng, Tương Nam, Chiêu Lăng, Đồ Lăng, Dung Lăng và An thành. Năm 214, Đông Ngô bất ngờ tập kích 4 quận Kinh Nam, buộc Lưu Bị thừa nhận quyền cai trị của Tôn Quyền đối với Trường Sa và Quế Dương, 2 quận phía Đông sông Tương Thủy.
- Quận Quế Dương (桂阳; 209-214; nay thuộc Sâm Châu, Hồ Nam): thành lập dưới thời Tây Hán. Năm 209, Lưu Bị thu hàng Quế Dương, khi đó gồm 12 huyện và hầu quốc là Sâm huyện, Lâm Vũ, Tiện huyện, Nam Bình, Lỗi Dương, Quế Dương, Dương Sơn, Khúc Giang, Hàm Khuông, Trinh Dương, Âm Sơn và Hán Ninh. Năm 214, Đông Ngô bất ngờ tập kích 4 quận Kinh Nam, buộc Lưu Bị thừa nhận quyền cai trị của Tôn Quyền đối với Trường Sa và Quế Dương, 2 quận phía Đông sông Tương Thủy.
- Quận Linh Lăng (零陵; 209-214; nay thuộc Vĩnh Châu Hồ Nam): thành lập dưới thời Tây Hán, tách ra từ quận Quế Dương. Năm 209, Lưu Bị thu hàng Linh Lăng, khi đó gồm 11 huyện và hầu quốc là Linh Lăng, Tuyền Lăng, Linh Đạo, Dinh Đạo, Dinh Phố, Chung Vũ, Phu Di, Đô Lương, Thao Dương, Thủy An và Quan Dương. Năm 214, Đông Ngô bất ngờ tập kích 4 quận Kinh Nam, sau đó giao trả lại Linh Lăng cho Lưu Bị, lấy sông Tương Thủy làm ranh giới. Năm 219, Đông Ngô một lần nữa tập kích chiếm hoàn toàn lãnh thổ Kinh Châu do Thục Hán kiểm soát. Linh Lăng từ đây thuộc quyền kiểm soát của Đông Ngô.
- Quận Vũ Lăng (武陵; 209-219; nay thuộc Thường Đức, Hồ Nam): thành lập dưới thời Tây Hán. Năm 209, Lưu Bị thu phục Vũ Lăng, khi đó gồm 11 huyện là Hán Thọ, Sàn Lăng, Lâm Nguyên, Nguyên Lăng, Thiền thành, Vô Dương, Thiên Lăng, Thần Dương, Dậu Dương, Linh Dương và Sung huyện. Năm 214, Đông Ngô bất ngờ tập kích 4 quận Kinh Nam, nhưng không chiếm được Vũ Lăng. Năm 219, Đông Ngô một lần nữa tập kích chiếm hoàn toàn lãnh thổ Kinh Châu do Thục Hán kiểm soát. Vũ Lăng từ đây thuộc quyền kiểm soát của Đông Ngô.
- Quận Nam (南; 210-219; nay thuộc Kinh Châu, Hồ Bắc): thành lập dưới thời nhà Tần. Năm 209, sau chiến dịch Giang Lăng, Tôn Quyền chiếm được một phần Nam quận. Năm 210, Tôn Quyền và Lưu Bị đạt thoả thuận đổi phần Giang Hạ do Lưu Bị kiểm soát với phần Nam quận do Tôn Quyền kiểm soát. Sau khi tiếp nhận phần Nam quận, Lưu Bị đã tách 4 huyện Chi Giang, Di Lăng, Vu huyện và Tỷ Quy để thành lập quận Nghi Đô. Phần còn lại gồm các huyện là Giang Lăng, Lâm Thư, Hoa Dung, Nghi Thành, Biên huyện và Chu Lăng, thành lập quận Tương Dương, sau đổi lại thành Nam quận. Năm 219, Đông Ngô bất ngờ tập kích chiếm hoàn toàn lãnh thổ Kinh Châu do Thục Hán kiểm soát. Nam quận thuộc Thục Hán từ đây thuộc quyền kiểm soát của Đông Ngô.
- Quận Nghi Đô (宜都; 210-219; nay thuộc Nghi Xương, Hồ Bắc): nguyên là một phần Nam quận thời Hán mạt. Năm 209, sau chiến dịch Giang Lăng, Tôn Quyền chiếm được một phần Nam quận từ tay Tào Tháo. Năm 210, Tôn Quyền và Lưu Bị đạt thỏa thuận đổi phần Giang Hạ do Lưu Bị kiểm soát với phần Nam quận do Tôn Quyền kiểm soát. Sau khi tiếp nhận, Lưu Bị đã cho tách một phần Nam quận để thành lập quận Nghi Đô, gồm 3 huyện là Di Đạo, Hận Sơn, Di Lăng. Năm 219, Đông Ngô bất ngờ tập kích chiếm hoàn toàn lãnh thổ Kinh Châu do Thục Hán kiểm soát. Nghi Đô từ đây thuộc quyền kiểm soát của Đông Ngô.

### Chiếm cứ Tây Xuyên
Tây Xuyên vốn là một bộ phận của Ích Châu thời Hán mạt, vốn do quân phiệt Lưu Chương cai quản. Cuối năm 211, Lưu Bị tiến quân vào Tây Xuyên theo lời đề nghị của Lưu Chương giúp chống lại sự xâm lấn của quân phiệt Trương Lỗ từ hướng Đông Xuyên. Tuy nhiên, chỉ 1 năm sau, hai bên trở mặt, Lưu Bị tiến hành chiến dịch Tây Xuyên và đến năm 214 đã chiếm được quyền kiểm soát toàn bộ Tây Xuyên. Nơi đây trở thành địa bàn cai trị chính của Thục Hán cho đến khi sụp đổ vào năm 263.
- Quận Thục được nhà Tần thành lập và có năm huyện:
Thành Đô (thủ đô của Thục Hán), Tân Phàm, Giang Nguyên, Cung Lai và Bì.
- Quận Tử Đồng được thành lập bởi Lưu Bị ở Quảng Hán, gồm năm huyện:
Tử Đồng, Phù, Tân Phàm, Quảng Nguyên, Bạch Thủy.
- Quận Quảng Hán được thành lập từ thời Tây Hán, gồm 5 huyện:
Lạc, Thập Phương, Miên Trúc, Tân Đô, Dương Tuyền.
- Quận Đông Quảng Hán được thành lập vào thời Thục Hán, gồm bốn huyện:
Kỳ Tiên, Đức Dương, Ngũ Thành, Quảng Hán.
- Quận Văn Sơn được thành lập vào thời Đông Hán, bao gồm 8 huyện:
Văn Sơn, Kiến Đế, Đô An, Vấn Xuyên, Bình Khang, Tàm Lăng, Quảng Nhu, Ba Mã (tỉnh Tứ Xuyên).
- Quận Ba do nhà Tần thành lập, Lưu Chương chia Ba Quân và thành lập huyện Vĩnh Ninh vào năm 201. Nhà Thục Hán giữ lại gồm huyện:
Du Trung, Điền Giang, Lâm Giang, Trực.
- Quận Ba Tây ban đầu được Lưu Chương thành lập vào năm 201 từ quận Ba, có bảy huyện:
Lang Trung, Tây Xung, Nam Sung, Hán Xương, Huyền Hán, An Hán và Đan Khúc.
- Quận Ba Đông, năm 216 nhà Đông Hán chia quận Ba và lập huyện Ba Đông, đến thời Thục Hán được đổi thành quận Ba Đông, có sáu huyện:
Cổ Lăng, Cù Nhẫn, Dương Cừ, Bắc Kinh, Hàm Đan, Ngô
- Quận Phù Lăng được thành lập vào năm 201, thời Đông Hán được chia thành Quận Ba, gồm năm quận.
Hán Phú, Phù Lăng, Hàn Bình, Hàn Gia, Vạn Ninh.
- Quận Kiến Vệ được thành lập vào thời Tây Hán, gồm năm huyện:
Vũ Dương, Nam An, Bồ Đào, Tư Trung, Giản Dương.
- Quận Giang Dương, năm 221 nhà Thục Hán lập thành quận Kiến Vi, có ba huyện:
Giang Dương, Phúc, Hán An.
- Quận Hán Gia được thành lập vào thời Đông Hán, ban đầu là một nước chư hầu của Thục, năm 221 nhà Thục Hán đổi thành thành quận Hán Gia và gồm bốn huyện:
Hán Gia, Thiên Toàn, Nghiêm Đáo và Yên Ngưu.

### Tranh đoạt Đông Xuyên
Chiếm được sau khi tiến đánh Tào Ngụy, bao gồm:
- Quận Hán Trung do nhà Tần thành lập, năm 219 Lưu Bị đánh bại Tào Tháo trong trận Hán Trung và giành được năm huyện:
Nam Chính, Bảo Trung, Miên Dương, Thành Cố, Nam Hương.
- Quận Vũ Đô được thành lập từ thời Tây Hán, Gia Cát Lượng đã chiếm được vùng này từ tay Tào Ngụy trong chuyến Bắc phạt lần thứ ba, gồm sáu huyện:
Hạ Biên, Hà Trì, Cư, Vũ Đô, Cổ Đạo, Tiền Đảo.
- Quận Âm Bình được thành lập từ thời Đông Hán, ban đầu có tên là nước Quảng Hán, đến thời Tào Ngụy được đổi thành quận Âm Bình. Gia Cát Lượng chiếm được vùng này từ tay Tào Ngụy trong cuộc Bắc phạt lần thứ ba và chia làm hai huyện:
Âm Bình, Bình Quang.

### Chinh phạt Nam Trung

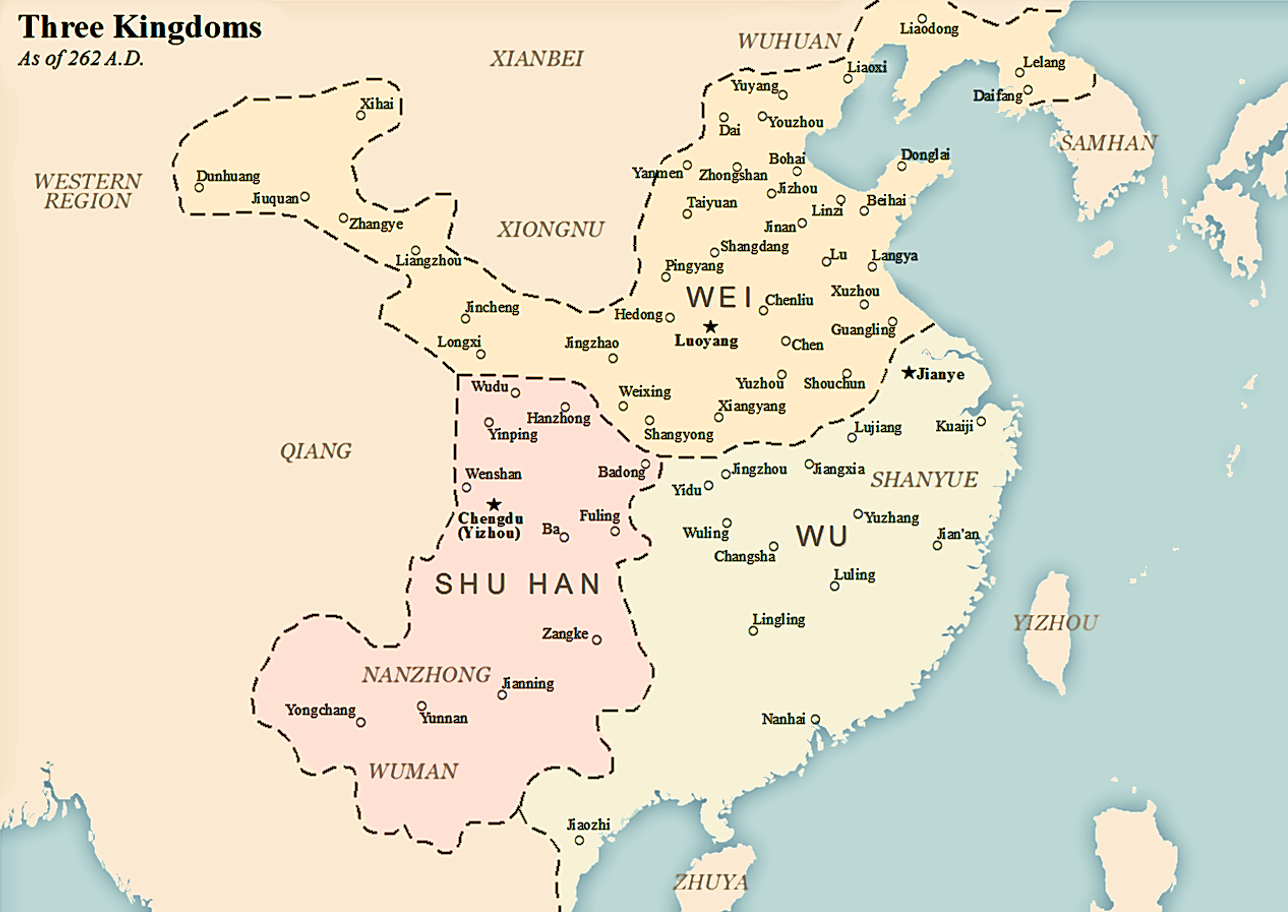
Lãnh thổ của Thục Hán (màu hồng nhạt), tính đến năm 262

- Quận Chiêu Dương được thành lập từ thời Đông Hán, ban đầu được gọi là Kiến Vê quốc, năm 221 nhà Thục đổi tên thành quận Chiêu Dương và gồm năm huyện:
Chiêu Dương, Nam Quang, Hán Dương, Nam Xương, Đôn Lãng.
- Quận Việt Tây được thành lập vào thời Tây Hán và gồm 11 huyện:
Hội Lý, Cung Đô, Ty Thủy, Định Bi, Thái Đăng, An Thượng, Tân Đảo, Tiền Giới, Tam Phùng, Túc Kỳ, Chấn.
- Quận Tang Kha được thành lập vào thời Tây Hán, gồm bảy huyện:
Thư Lan, Đàm Chí, Dạ Lang, Ô Liên, Phan, Bình Nghĩa, Quảng Đàn.
- Quận Vân Nam chiếm được sau chiến dịch Nam Trung, được chia thành quận Kiến Ninh và quận Vĩnh Xương, gồm bảy huyện:
Vân Nam, Chí Đông, Đại Diêu, Cổ Phúc, Tà Lũng, Lý Ngọc, Tuy Cửu
- Quận Hưng Cổ chiếm sau chiến dịch Nam Trung, được chia thành quận Kiến Ninh và Tang Kha, với chín huyện:
Câu Đinh, Vạn Văn, Lâu Ngọa, Bí Cổ, Hàn Hưng, Tấn Thành, Tây Phong, Tây Thủy, Đa Phong.
- Quận Kiến Ninh được thành lập từ thời Tây Hán, ban đầu là quận Nghi Châu, được đổi thành quận Kiến Ninh sau chiến dịch Nam Trung với 16 huyện:
Huyện Vị, Tồn Mã Ấp, Mẫu Đơn, Đồng Lại, Mục Ma, Quan Độ, An Ninh, Tần Tang, Song Bách, Du Nguyên, Tú Vân, Điền Trì, Thông Lao, Thông Kinh, Thịnh Tú, Kiến Lĩnh.
- Quận Vĩnh Xương được thành lập từ thời Đông Hán, gồm bảy huyện:
Bưu Vi, Vĩnh Thọ, Bì Tô, Nam Phúc, Tiên Đường, Ái Lao, Vĩnh Bình.

## Kinh tế
Năm 214 sau khi Lưu Bị vào Thục, vùng Ba Thục rơi vào tình trạng hỗn loạn về tài chính, Lưu Ba đề xuất đúc đồng xu giá một trăm tiền để cân bằng giá cả và giải quyết khủng hoảng.
Ngân sách của nhà Thục Hán bao gồm thuế đất; muối và sắt cũng đem lại lợi nhuận rất lớn; các cống vật bằng vàng, bạc, thuốc, sơn mài, gia súc, ngựa chiến, thổ cẩm Thục và các vật phẩm khác, cống nạp từ Nam Trung giúp cho Thục có tiền chi tiêu quân sự, đất nước sung túc và cung cấp vật lực cho các chiến dịch Bắc phạt của Gia Cát Lượng. Mặt khác, khoản chi tiêu bao gồm tiền lương, quân nhu, bổng lộc, v.v. Khi Thục Hán sụp đổ, triều đình vẫn còn hai nghìn cân vàng và hai nghìn cân bạc.
Sau khi vào Thục, Lưu Bị đã tận dụng hệ thống thủy lợi Đô Giang Yển do Lý Băng khai mở thời Chiến Quốc để không ngừng tăng diện tích tưới tiêu đất canh tác. Gia Cát Lượng cũng cho xây dựng Đập Gia Cát dưới chân núi Pháp Bảo ở Bảo Sơn. Các đập nước bổ sung trên núi và sông đào được xây dựng ở Hán Trung, các bờ kè Cửu Lý được xây dựng lại ở Thành Đô. Mặc dù nước Thục không thiếu lương thực nhưng do hạn chế về mặt địa lý nên đường tiếp tế thường dài hơn so với Ngụy khi tiến hành chiến tranh với quân Ngụy. Trong cuộc Bắc phạt lần thứ năm của Gia Cát Lượng, ông từng đóng quân ở nước Ngụy chỉ để giải quyết vấn đề vận chuyển ngũ cốc. Khi thời Khương Duy, ông cũng cho trồng lúa mì ở Điệt Bộ, nhưng mục đích chính là tránh xa ảnh hưởng của thế lực Hoàng Hạo. Khi nhà Thục Hán sụp đổ, triều đình vẫn còn hơn 400.000 ha lúa.
Trong thời Tam Quốc, nhà Thục Hán phát triển nhất về nghề dệt lụa, lấy huyện Thục làm trung tâm sản xuất, được gọi là "Thổ cẩm Thục". Triều đình cho lập các chức quan chuyên biệt để sản xuất thổ cẩm, ngay cả nguồn tài chính cho Bắc phạt của Gia Cát Lượng cũng phụ thuộc rất nhiều vào mặt hàng này, ngoài ra thổ cẩm còn chủ yếu được sử dụng làm quà ngoại giao và dùng khi ban phát bổng lộc. Vào thời điểm sụp đổ, triều đình có 200.000 mảnh gấm, cai và lụa trong kho. Muối giếng cũng là đặc sản và là một trong những ngành sản xuất quan trọng của Thục Hán. Thời Tam Quốc, thương mại không được phát triển mạnh. Nguyên nhân xuất phát từ thứ nhất, do sản xuất giảm sút nên người dân ít có xu hướng trao đổi hàng hóa, thứ hai do tiền kim loại chưa được lưu thông, thứ ba do tình hình chia cắt ly khai nên thương nhân không thể đi xa. Trong đó, Ngụy, Hán không giao thương do tình trạng thù địch; thương mại Đông Ngô phát triển rộng rãi; còn Thục Hán ít giao thương với các vùng khác vì nằm ở phía Tây Nam.

## Dân số
Vào thời hoàng kim, nhà Thục Hán có hơn 300.000 hộ dân (trước khi Kinh Châu bị mất) và dân số khoảng một triệu người, ít nhất trong ba nước. Vào năm đầu tiên đời Hán Chiêu Liệt Đế (221), dân có 200.000 hộ và 900.000 người. Đến thời điểm Gia Cát Lượng nắm quyền, Thục có 1.082.000 dân. Khi Thục diệt vong năm 263, có 1.082.000 người, số hộ là 280.000, gồm 940.000 dân, 102.000 lính và 40.000 quan lại, trong đó Thục huyện có số hộ dân nhiều nhất.

## Nhận xét

### Tính chính thống
Bộ sử đầu tiên về thời đại Tam quốc là Tam quốc chí của Trần Thọ biên soạn. Là quan nhà Tấn nên Trần Thọ lấy triều đại đã nhường ngôi cho Tấn là Tào Ngụy làm chính thống. Đến năm 1084, bộ sử Tư trị thông giám của Tư Mã Quang vẫn theo Trần Thọ lấy nhà Tào Ngụy là chính thống vì ông không khảo chứng được Lưu Bị có thuộc dòng dõi nhà Hán hay không.
Năm 1127, nhà Bắc Tống đã bị quân Kim tiêu diệt, nhà Nam Tống phải lui về phía nam sông Dương Tử. Trong bối cảnh Trung Quốc mất vùng trung tâm phía bắc vào tay quân Kim, quan điểm về tính chính thống triều đại thay đổi. Nước Thục Hán chứ không phải nước Tào Ngụy mới đáng được coi là chính thống, vì Thục Hán có huyết thống hoàng tộc và vua quan nhân nghĩa. Chu Hy (1130—1200), một trong những nhà Lý học quan trọng nhất Trung Quốc, khẳng định trong sách Tư trị thông giám cương mục rằng nhà Thục Hán mới là chính thống. Với ảnh hưởng lớn của Chu Hy, quan điểm của ông đã trở thành "kim chỉ nam" cho giới sử học Trung Quốc sau này. Trong tiểu luận "Phép đọc Tam quốc chí" của Mao Tôn Cương viết cùng Kim Thánh Thán, tác giả khẳng định quan điểm của Chu Hy

Tại sao Ngụy không được coi là chính thống? Vì lấy đất mà luận thì Trung nguyên là chủ, nhưng lấy lý mà luận thì họ Lưu mới là chủ. Luận đất không bằng luận lý, cho nên sách "Thông giám" của Tư Mã Quang đã lầm ở chỗ coi Ngụy là chính thống. Sách 'Cương mục' của Tử Dương (Chu Hy) coi Thục Hán là chính thống, như thế mới chính đáng, đứng đắn.

### Được lòng nhân dân
Một điều đáng khen ngợi là trong quá trình chinh chiến, nhà Thục Hán đều tránh gây tổn hại cho người dân. Quân Tào Tháo, Tôn Quyền đều từng thực hiện những vụ tàn sát dân thường. Tào Tháo từng thảm sát 10 vạn dân thường ở Từ Châu, sau đó cũng đồ sát dân chúng tại hàng loạt nơi khác như Ung Khâu năm 197, Bành Thành năm 198, Liễu Thành năm 207, Uyển Thành năm 216 (chưa kể vài vụ tàn sát khác do các tướng của Tào Tháo thực hiện). Đối với Đông Ngô, Tôn Sách từng đồ sát huyện Đông Dã, Tôn Quyền có hai lần đồ sát: năm 199 đồ sát Hoàn Thành, năm 203 đồ sát Giang Hạ. Chỉ có Lưu Bị là chưa từng ra lệnh đồ sát dân chúng (và kể cả những tướng lĩnh của Thục Hán cũng không có ai từng làm vậy). Vì đề cao nhân nghĩa, biết bảo vệ dân chúng như vậy nên sau này, chỉ có Lưu Bị là vị vua thời Tam Quốc được nhân dân Trung Quốc kính trọng nhất, được người dân lập đền thờ khắp nơi (trong khi vua Tào Ngụy và Đông Ngô gần như không được nhân dân thờ phụng)
Chính Lưu Bị cũng nhận định đường lối của ông là dùng nhân nghĩa đối đãi để nhân dân tự nguyện theo về, trái ngược hẳn với Tào Tháo là dùng vũ lực để dân chúng khiếp sợ mà quy phục:
| “ | Nay so thế với ta như nước với lửa, là Tào Tháo vậy. Tháo dùng cấp bách, ta dùng khoan hòa; Tháo dùng hung bạo, ta dùng nhân từ; Tháo dùng quỷ quyệt, ta dùng trung tín; mọi thứ đều ngược lại với Tháo, việc mới có thể thành thôi | ” |

Năm 214, Lưu Chương đầu hàng, Lưu Bị giành được Tây Xuyên. Nhiều người kiến nghị lấy nhà cửa, ruộng vườn của dân chúng ở Thành Đô làm phần thưởng cho các tướng sĩ. Tướng Triệu Vân phản đối, Lưu Bị cũng đồng ý không làm như vậy, ông không chấp nhận lấy lòng tướng sĩ dưới quyền bằng cách tận thu tài sản của nhân dân.
Đến thời nhà Tống, hầu hết những truyện kể dân gian về thời Tam Quốc đều có nội dung ủng hộ Thục Hán, bởi Lưu Bị vốn có xuất thân hàn vi, phải đan dép cỏ kiếm sống nên rất thấu hiểu nỗi khổ của nhân dân. Triều Thục Hán cũng có rất nhiều tấm gương tận tụy, trung thành như Gia Cát Lượng, Quan Vũ, Trương Phi, Triệu Vân... Những yếu tố đó rất gần gũi với hình mẫu một triều đình lý tưởng của người dân Trung Quốc. Vì vậy, các câu chuyện dân gian về thời Tam Quốc đều có xu hướng ca ngợi Thục Hán. Trong sách sử đời Bắc Tống đã có ghi lại một đoạn bút ký nói rằng: "Những trẻ em trong xóm ngõ, thường xúm lại nghe kể truyện Tam Quốc, thấy nói đến Lưu Bị thua thì cau mày không vui, có em khóc. Thấy kể Tào Tháo bại trận thì khoái chí reo mừng". Bút ký ấy cho thấy: ngay cả trước khi Tam quốc chí diễn nghĩa của La Quán Trung ra đời, đa số người dân đã ủng hộ nhà Thục Hán, dù họ đã không thể thống nhất Trung Hoa.

## Danh sách hoàng đế
| Miếu hiệu        | Thụy hiệu                      | Họ tên    | Niên hiệu                                                                       | Trị vì    |
| ---------------- | ------------------------------ | --------- | ------------------------------------------------------------------------------- | --------- |
| Liệt Tổ (烈祖)   | Chiêu Liệt Hoàng Đế (昭烈皇帝) | Lưu Bị    | Chương Vũ (221 — 223)                                                           | 221 — 223 |
| Nhân Tông (仁宗) | Hiếu Hoài Hoàng Đế (孝懷皇帝)  | Lưu Thiện | Kiến Hưng (223 — 237) Diên Hi (238 — 257) Cảnh Diệu (258 — 263) Viêm Hưng (263) | 223 — 263 |

## Nhân vật quan trọng
| . Tiền kỳ - Lưu Bị - Quan Vũ - Trương Phi - Triệu Vân - Gia Cát Lượng - Trần Đáo - My Trúc - Tôn Càn - Giản Ung - Từ Thứ (theo Ngụy) - Y Tịch - Trần Chấn - Hạ Hầu Bác - Điền Dự (theo Ngụy) - Trần Đăng (theo Ngụy) - Trần Quần (theo Ngụy) - My Phương (theo Ngô) | Trung kỳ - Hoàng Trung - Ngụy Diên - Bàng Thống - Pháp Chính - Mã Siêu - Tưởng Uyển - Đổng Doãn - Vương Bình - Sa Ma Kha - Ngô Ý - Xạ Viện - Lưu Thiện - Ngô Ban - Bàng Hi - Dương Nghi - Quan Bình - Quan Hưng - Mã Lương - Mã Tắc - Lý Nghiêm - Mã Đại - Ân Quán - Mã Trung - Trương Dực - Hoắc Tuấn - Mạnh Đạt (theo Ngụy) - Lưu Ba - Đặng Chi - Lai Mẫn - Đỗ Quỳnh - Trương Ngực - Dương Hồng - Lý Khôi - Hoàng Quyền (theo Ngụy) - Lại Cung - Lôi Đồng - Ngô Lan - Hứa Tĩnh - Tập Trân - Trình Kỳ - Lã Nghệ - Diêu Trụ - Mạnh Quang - Trương Duệ | Hậu kỳ - Phí Y - Khương Duy - Đổng Hòa - Hạ Hầu Bá - Liêu Hóa - Trần Chi - Hoàng Hạo - La Hiến - Gia Cát Chiêm - Hà Chi - Lã Khải - Đổng Quyết - Phàn Kiến - Trương Thiệu - Tiều Chu - Diêm Vũ - Trần Thọ - Tông Dự - Hoắc Dặc - Lý Mật - Liễu Ẩn - Lưu Kham - Lưu Mẫn - Văn Lập - Câu Phù - Hà Phàn - Hà Song - Triệu Quảng - Trương Tuân - Hoàng Sùng - Lý Cầu - Gia Cát Thượng |